# Estefanía López
Estefanía de la Trinidad López Caraballo conocida artísticamente como Estefanía López nació en (Caracas; el 31 de agosto de 1983) es una actriz, bailarina y modelo venezolana.

## Primeros años
Comenzó su carrera en el espectáculo como bailarina de "El Ballet de Marjorie Flores", en Caracas. En 1994 se convierte en unas de las animadoras de "El Club de los Tigritos", programa de televisión de corte infantil-juvenil transmitido por Venevisión. En el año 1999 comienza a trabajar en RCTV, y hasta en el 2011 cuando regresa a Venevisión iniciando grabaciones en la telenovela Válgame Dios estrenada en el 2012. En 2015 se integra a la telenovela de RCTV, Piel salvaje.

## Filmografía
- Al otro lado del muro - Estela Domínguez (2018)
- Corazón traicionado - Carmen Ramírez (2018)
- Piel salvaje - Amelia Aragón de la Rosa (2016)
- Válgame Dios - Gabriela "Gaby" Gamboa Campos (2012)
- Que el cielo me explique - Yuni Gómez (2011)
- Calle Luna, Calle Sol - Yamileth Melody Rodríguez Rodríguez (2009)
- Mi prima Ciela (2007) - Julia
- Te tengo en salsa - Adriana Palacios Guillén (2006-2007)
- Por todo lo alto - Cruz Alegría (2006)
- Mujer con pantalones - Fernanda Rondón (2004-2005)
- La Invasora (2003-2004) - Maryuri Briceño
- La mujer de Judas - Cordelia Araujo Ramírez (2002)
- Carissima - Melani Santuario (2001)
- Mis 3 hermanas - Esmeralda (2000)
- Mariú - Andreína Reyes (1999-2000)
- Jugando a ganar - Verónica Chacón  (1998)
- El Club de los Tigritos - Tigrita (1994-1999)